# Maksymilian Henryk Wittelsbach
Maksymilian Henryk Wittelsbach (niem. Maximilian Heinrich von Bayern, ur. 8 października 1621 Monachium, zm. 3 czerwca 1688 Bonn) – elektor arcybiskup Kolonii w latach 1650–1688.

## Życiorys
Syn księcia Albrechta i Matyldy Leuchtenberg. Jego dziadkami byli: Wilhelm V książę Bawarii i Renata Lotaryńska oraz Jerzy Ludwik, landgraf Leuchtenberg i Maria, księżniczka badeńska.
Jego wuj arcybiskup Ferdynand Wittelsbach mianował go biskupem koadjutorem diecezji Hildesheim  w 1633 roku, diecezji kolońskiej w 1642 roku i diecezji Liège w 1649 roku. Po jego śmierci w 1650 roku Maksymilian został arcybiskupem Kolonii, księciem Westfalii, panem Vest Reclinghausen, arcykanclerzem Włoch, księciem elektorem, biskupem Hildesheim, Liège i księciem-proboszczem Berchtesgaden W 1654 roku został koadjutorem opactwa Stavelot-Malmede a w 1657 roku księciem-opatem Stavelot-Malmede z której to funkcji  zrezygnował w tym samym roku na rzecz Franciszka Egona von Furstenberg-Heiligenberg. 1683 roku został wybrany biskupem Münsteru, jednak papież Innocenty XI nie potwierdził tego tytułu.